# 推卸责任

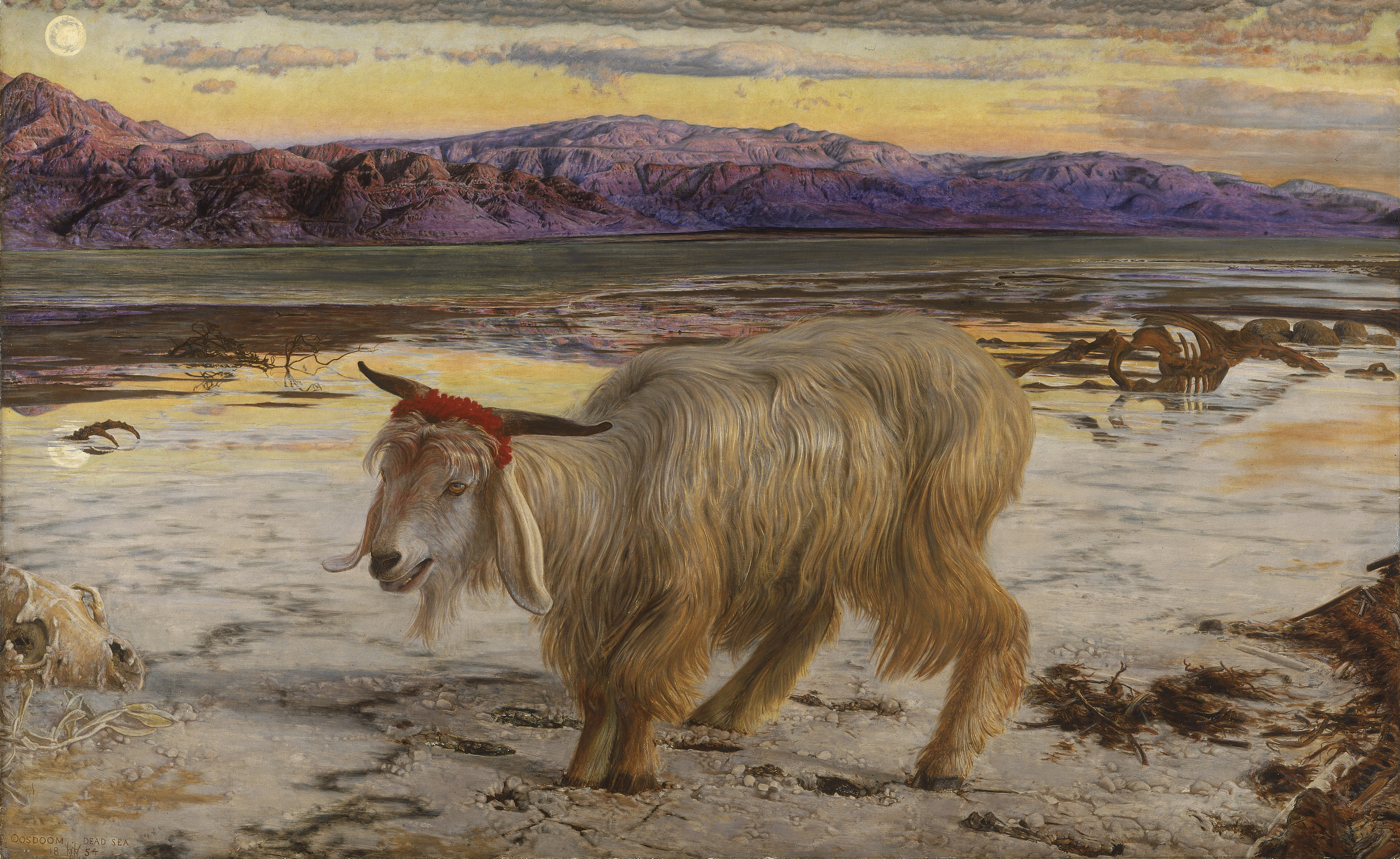
威廉·霍爾曼·亨特绘画作品《替罪羊 (绘画)》（1854年，收藏于利弗夫人美術館）

推卸责任或相互推卸责任（英語：buck passing or passing the buck），通称卸责，有时也称为甩锅或指责游戏（(playing) the blame game），是指将本属于自己承担的责任，归咎于其他人或团体的行为。这个术语在国际关系学经常用于强权政治中，指一个国家试图让其他国家去遏制或对抗侵略国家，而自己则置身事外的某种策略。

## 词源
英语熟语一词，据说起源于撲克游戏。美國舊西部时期，玩家们为求公平而轮流做庄，会使用一种带有鹿角柄（buckhorn handle）的小刀，作为庄家的标记物，来指示到谁轮庄发牌；如果这位玩家不愿发牌，他就可以通过“传递鹿角柄”，将责任转交给下一位玩家。
中文流行语一词，据说是从衍生而来。相传以前行军炊事班要负责背做饭用的锅，军中犯错的士兵会被贬到炊事班背锅，表示犯下错误并承担责任；长期燃烧的锅底会积聚乌黑的污垢物，一不小心接触到衣服或皮肤就会被抹黑，随之演变成为“代替别人承担过错”的意思；“甩锅”与之含义相反，即表示“自己犯下过错却推卸给别人”。 COVID-19爆发期间，美国川普总统指责新冠病毒源自中国大陆，中国媒体反击指责美国推卸责任，令“甩锅”成为时下流行的热词。

## 国际关系
推卸责任在國際關係理論中，是指民族國家倾向于拒绝面对日益严重的威胁，而寄希望于其他国家出面应对。 根据約翰·米爾斯海默、托马斯·克里斯滕森和杰克·斯奈德的论述，推卸责任在多极国际体系中尤为常见，而在两极体系中则较为罕见。 推卸责任的例子包括：
- 直到1813年才形成均势对抗拿破仑的反法联盟；[6]
- 1930年代英国、美国和法国未能有效合作对抗纳粹德国，英法两国通过《慕尼黑协定》将责任推给苏联，苏联随后签署《苏德互不侵犯条约》避开武装冲突；[7]
- 欧洲列强未能抗衡俾斯麦統一德意志的大业。[6]

同样，米尔斯海默认为诺曼底战役的延迟，表明一个推卸责任的国家可以改变权力平衡，使之有利于自己：“毫无疑问，美国将诺曼底登陆推迟到战争后期，当时德国和苏联的军队都已疲惫不堪，美国从中获益匪浅。不出意外，约瑟夫·斯大林认为英国和美国故意让德国和苏联相互消耗，以便这些离岸的均势者（指美国和英国）能主导战后的欧洲。”

## 推卸责任止于此

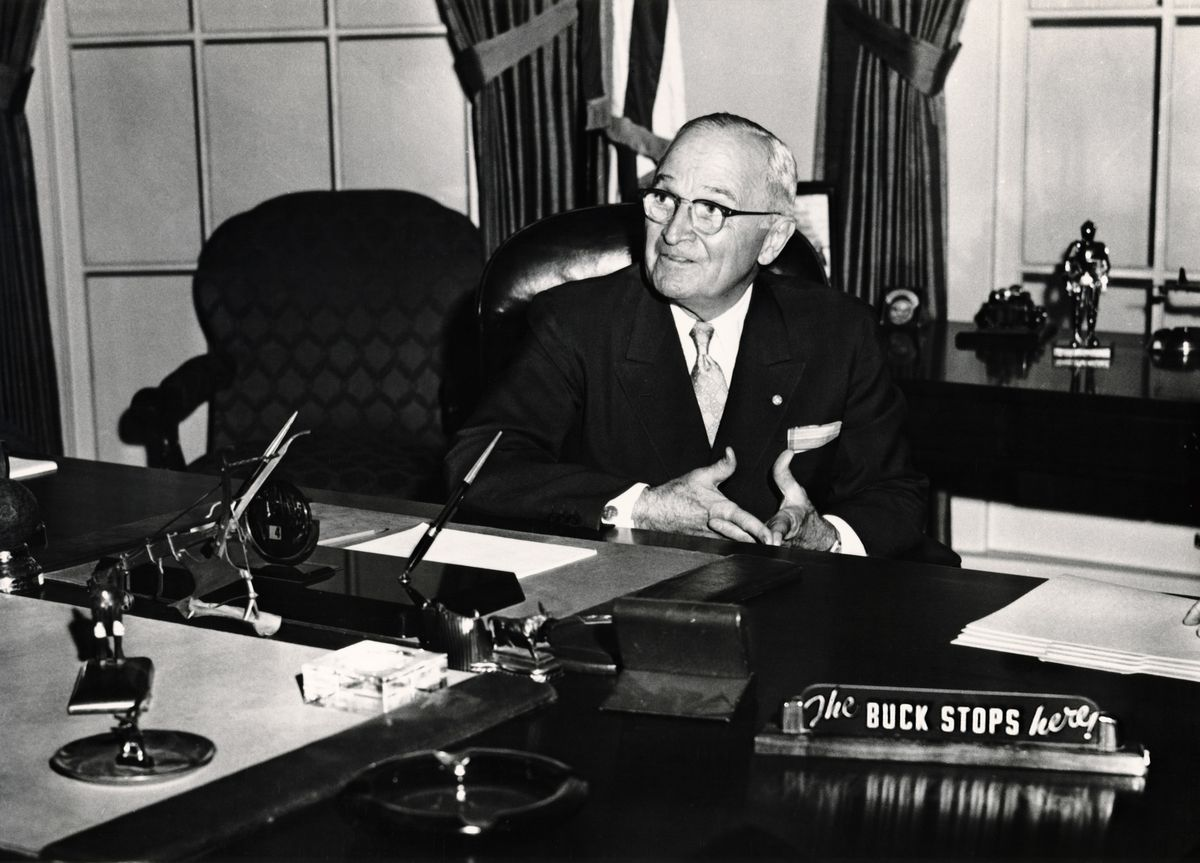
1959年在杜鲁门总统图书馆重建的椭圆形办公室，前总统杜鲁门坐在他的旧办公桌旁，桌上摆着“推卸责任止于此”的标志

推卸责任止于此（The buck stops here）是美国杜鲁门总统执政时期，开始流行的一句熟语，他位于椭圆形办公室的办公桌上，放着一块刻有这句话的铭牌。 这句话传达总统必须做出决定，并对这些决定负起最终责任的概念。某位热爱扑克游戏的监狱长，将这块铭牌作为礼物送给杜鲁门，它也是美国海军航空母舰杜鲁门号（CVN-75）的座右铭。
卡特总统曾经从杜鲁门总统图书馆借用这块铭牌，他在“关于能源的全国讲话”（Address to the Nation on Energy）中，镜头显示在他的办公桌上摆放着这个标志。
铭牌的背面写着“我来自密苏里州”（I'm from Missouri），既表示对杜鲁门故乡的致敬，同时也是引用威拉德·邓肯·范迪弗的名言：“我来自密苏里州，你必须拿出证据（我才相信）”（〔比喻密苏里州人讲求实事求是，凡事都要求证据〕）。
2019年1月10日，美国联邦政府关门的第19天，一名记者问道特朗普总统，“这次政府关门的责任是否在您身上”（the buck stops with you over this shutdown）。特朗普回答说，“每个人都要负起责任”（The buck stops with everybody）。
2019年7月24日，英国首相鲍里斯·约翰逊在他的首次讲话中，承诺对他所推进的变革“承担个人责任”（take personal responsibility for the change），并声明“不用担心后顾之忧，推卸责任止于此”（Never mind the backstop - the buck stops here）。
2021年8月16日，美国总统拜登就美軍撤出阿富汗发表讲话（Remarks by President Biden on Afghanistan），表示“我是美利坚合众国的总统，所有责任由我承担”（I am President of the United States of America, and the buck stops with me）。